# Антоніо Турра
Антоніо Турра (25 березня 1730 — 6 вересня 1796) — італійський лікар і ботанік.
Антоніо Турра народився у Віченці, вивчав медицину в Падуанському університеті . Його дружина-венеційка Елізабетта Камінер опублікувала біографічні записи в сучасній енциклопедії. В 1780 році Антоніо Турра створив у Віченці друкарню. Більшість публікацій Антоніо були ботанічними трактатами. Він був удостоєний членства в наукових товариствах по всій Італії та Європі.
Є автором, зокрема, назви сосни гірської (Pinus mugo Turra) та багатьох інших альпійських видів рослин.

## Наукова діяльність

### Праці
- Catalogous plantarum horti Corneliani methodo sexuali dispositus anno MDCCLXXI, atque ab Antonio Turra elaboratus
- Vegetabilia Italiae indígena, methodo linneiano disposita
- Florae italicae prodromus, каталог близько 1700 італійських видів рослин, класифікованих за методом Ліннея, до якого він зробив додаток про комах Insecta vicentina.
- De' modi di procurare la moltiplicazione de' bestiami